# El herrero y la muerte
El herrero y la muerte es una obra de teatro uruguaya. Se estrenó en 1981 en el Teatro Circular de Montevideo, protagonizada por Walter Reyno y Rosita Baffico bajo la dirección de Jorge Curi.

## Generalidades
Se trata de una leyenda criolla, que trata de las picardías de un hombre que desafía al diablo, a Dios y a la muerte. 
Toma algunos motivos que han tenido amplia difusión en la literatura y el folclore de nuestro continente: "Don Segundo Sombra" de Ricardo Güiraldes y “En la diestra de Dios Padre” del colombiano Tomás Carrasquilla, pero aquí con connotaciones de la picaresca criolla, cuna del teatro nacional nacido en el picadero de los hermanos Podestá. 
La figura del herrero hospitalario como la de Don Juan o Arlequín o el Avaro o Fausto pertenece al acervo tradicional y como tal vive y se transforma constantemente. 
La obra pretende recoger ese espíritu a la vez viejo y nuevo que es la savia misma del teatro. Se alteran los datos de la fábula en sus resortes dramáticos básicos o sea en las recompensas que obtiene el herrero por su hospitalidad hacia Nuestro Señor y San Pedro y a partir de ahí la acción sigue por cauces propios hasta llegar a un desenlace que busca una nueva salida a la situación a la vez picaresca y dolorosa, fantástica y verdadera, absurda y coherente, donde el buen humor y la ternura son el denominador común.